# St. Mirren Football Club 2022-2023
Questa voce raccoglie le informazioni riguardanti il St. Mirren Football Club nelle competizioni ufficiali della stagione 2022-2023.

## Stagione
- In Scottish Premiership il St. Mirren si classifica al 6º posto (46 punti), dietro all' Hibernian e davanti al Motherwell.
- In Scottish Cup viene eliminato al quinto turno dal Celtic (1-5).
- In Scottish League Cup viene sorteggiato nel gruppo E con Arbroath, Airdrieonians, Edinburgh e Cowdenbeath. Si classifica terzo con 6 punti.

## Maglie e sponsor
Il fornitore tecnico per la stagione 2022-2023 è Joma, mentre lo sponsor ufficiale è Digby Brown.
| Casa | Trasferta |

## Rosa 2022-2023
| N. |                             | Ruolo | Calciatore                 |
| -- | --------------------------- | ----- | -------------------------- |
| 1  | Irlanda del Nord (bandiera) | P     | Trevor Carson              |
| 2  | Scozia (bandiera)           | D     | Richard Tait               |
| 3  | Inghilterra (bandiera)      | D     | Scott Tanser               |
| 4  | Irlanda (bandiera)          | D     | Joe Shaughnessy (capitano) |
| 5  | Inghilterra (bandiera)      | D     | Richard Taylor             |
| 6  | Scozia (bandiera)           | C     | Mark O'Hara                |
| 7  | Inghilterra (bandiera)      | A     | Jonah Ayunga               |
| 8  | Scozia (bandiera)           | C     | Ryan Flynn                 |
| 9  | Scozia (bandiera)           | A     | Tony Watt                  |
| 10 | Inghilterra (bandiera)      | A     | Curtis Main                |
| 11 | Scozia (bandiera)           | C     | Greg Kiltie                |
| 13 | Cipro (bandiera)            | C     | Alex Gogić                 |

| N. |                             | Ruolo | Calciatore        |
| -- | --------------------------- | ----- | ----------------- |
| 15 | Irlanda del Nord (bandiera) | C     | Caolan Boyd-Munce |
| 16 | Inghilterra (bandiera)      | D     | Thierry Small     |
| 17 | Australia (bandiera)        | C     | Keanu Baccus      |
| 18 | Irlanda (bandiera)          | D     | Charles Dunne     |
| 21 | Nuova Zelanda (bandiera)    | A     | Alex Greive       |
| 22 | Scozia (bandiera)           | D     | Marcus Fraser     |
| 23 | Australia (bandiera)        | D     | Ryan Strain       |
| 24 | Scozia (bandiera)           | A     | Lewis Jamieson    |
| 25 | Scozia (bandiera)           | A     | Kieran Offord     |
| 27 | Slovacchia (bandiera)       | P     | Peter Urminský    |
| 31 | Scozia (bandiera)           | D     | Declan Gallagher  |